# Oleg Vasiliev
Oleg Kimovich Vasiliev (em russo:  Олег Кимович Васильев; Leningrado, RSFS da Rússia, 22 de novembro de 1959) é um treinador e ex-patinador artístico russo que competiu em competições de duplas. Ele foi campeão olímpico em 1984 e conquistou uma medalha de prata olímpica em 1988 ao lado de Elena Valova.

## Principais resultados

### Com Elena Valova
| Resultados                                            | Resultados    | Resultados        | Resultados        | Resultados        | Resultados       | Resultados       | Resultados       | Resultados       | Resultados       | Resultados    | Resultados    | Resultados    |
| Internacional                                         | Internacional | Internacional     | Internacional     | Internacional     | Internacional    | Internacional    | Internacional    | Internacional    | Internacional    | Internacional | Internacional | Internacional |
| Evento/Temporada                                      | 1979– 1980    | 1980– 1981        | 1981– 1982        | 1982– 1983        | 1983– 1984       | 1984– 1985       | 1985– 1986       | 1986– 1987       | 1987– 1988       |               |               |               |
| ----------------------------------------------------- | ------------- | ----------------- | ----------------- | ----------------- | ---------------- | ---------------- | ---------------- | ---------------- | ---------------- | ------------- | ------------- | ------------- |
| Jogos Olímpicos                                       |               |                   |                   |                   | Medalha de ouro  |                  |                  |                  | Medalha de prata |               |               |               |
| Campeonato Mundial                                    |               |                   |                   | Medalha de ouro   | Medalha de prata | Medalha de ouro  | Medalha de prata | Medalha de prata | Medalha de ouro  |               |               |               |
| Campeonato Europeu                                    |               |                   |                   | Medalha de prata  | Medalha de ouro  | Medalha de ouro  | Medalha de ouro  | Medalha de prata |                  |               |               |               |
| Grand Prix St. Gervais                                |               |                   | Medalha de prata  |                   |                  |                  |                  |                  |                  |               |               |               |
| Nebelhorn Trophy                                      |               |                   | Medalha de ouro   |                   |                  |                  |                  |                  |                  |               |               |               |
| NHK Trophy                                            |               |                   |                   |                   |                  |                  |                  | Medalha de ouro  |                  |               |               |               |
| Prize of Moscow News                                  | 6.º           | Medalha de bronze |                   | Medalha de bronze | Medalha de ouro  |                  |                  |                  |                  |               |               |               |
| Skate America                                         |               |                   | Medalha de bronze | Medalha de ouro   |                  |                  |                  |                  |                  |               |               |               |
| Nacional                                              |               |                   |                   |                   |                  |                  |                  |                  |                  |               |               |               |
| Campeonato Soviético                                  |               |                   | Medalha de bronze |                   |                  | Medalha de prata | Medalha de ouro  |                  |                  |               |               |               |
|                                                       |               |                   |                   |                   |                  |                  |                  |                  |                  |               |               |               |
| Legenda: Competição não foi disputada nesta temporada |               |                   |                   |                   |                  |                  |                  |                  |                  |               |               |               |